# Francis Joseph Sloane
Francis Joseph Sloane (Roma, 1795 – Firenze, 24 ottobre 1871) è stato un imprenditore e mecenate inglese.

## Biografia
Francis Joseph Sloane, o Francesco Giuseppe Sloane era figlio di Alexander, un facoltoso banchiere scozzese, e Mary Ann Hobler, figlia di un noto orologiaio svizzero-inglese. Nacque, probabilmente a Roma, nel 1795. Dopo la morte del padre, e il tracollo finanziario della famiglia, abbandonò gli studi ma fu salvato da una generosa borsa che gli fu offerta dal preside del St. Cuthbert College di Ushaw.
Fu assunto come precettore del figlio dal Conte Dimitrij Petrovič Boutourline (Demetrio Boutourlin o Buturlin) inizialmente a San Pietroburgo e successivamente (nel 1817) a Firenze dove si trasferirono. 
Studioso di mineralogia, botanica, matematica e delle arti il suo nome non tardò ad essere conosciuto negli ambienti autorevoli fiorentini. Fin dal 1820 frequentatore del Gabinetto Scientifico e Letterario Giovan Pietro Vieusseux in seguito socio dell'Accademia dei Georgofili e infine consigliere della Società toscana di orticultura.
Francis Joseph Sloane continuò ad abitare a Palazzo Niccolini (residenza dei Boutourline), anche dopo il matrimonio con Sara Isabella Edmund nel 1839, fino all'acquisto di Palazzo Compagni.
Nel 1837 gli venne proposto di acquistare le quote della miniera di Caporciano in Toscana. Dopo solo dieci anni di gestione, da parte di Slone e altri soci, fu considerata la miniera cuprifera più ricca d'Europa ed egli divenne un uomo molto facoltoso.
Come mecenate contribuì al finanziamento della nuova facciata della chiesa di Santa Croce in Firenze (su progetto dell'ebreo Niccolò Matas), alla costruzione di un ospedale psichiatrico e mendicità (ora ospedale civile) in Volterra.
Nel 1848 acquistò la villa Medicea di Careggi, che modificò con il prolungamento della facciata Est ed ampliandone il giardino con aiuole all'italiana ed un grande parco con alcune piante rare. In questa occasione incaricherà Antonio Puccinelli di dipingere alcuni quadri con personaggi medicei durante il restauro della dimora.

Non ebbe figli e dopo la sua morte, avvenuta la notte del 24 ottobre 1871, Sloane lasciò in eredità ad un bambino di sette anni, Augusto Boutourline un nipote di Dmitrij Petrovič, un capitale stimato intorno ai quattro milioni di franchi.

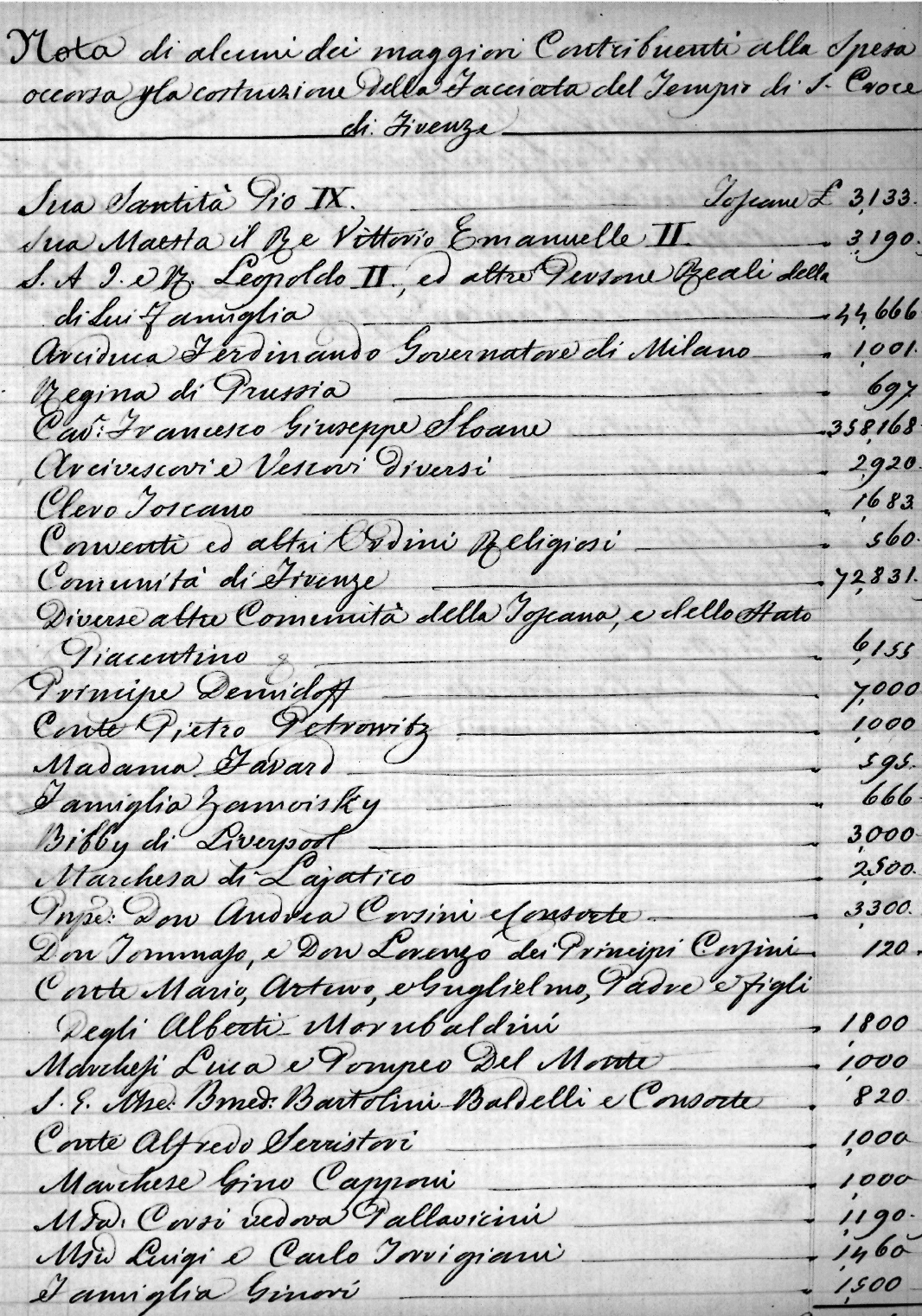
Documento dei principali finanziatori al rifacimento della chiesa di Santa Croce in Firenze.